# Flan (Eda socken, Värmland, 665276-131110)
Flan är en sjö i Eda kommun i Värmland och ingår i Göta älvs huvudavrinningsområde. Sjön är 6 meter djup, har en yta på 0,252 kvadratkilometer och är belägen 119,2 meter över havet. Sjön avvattnas av vattendraget Vaggeälven (Kivilampälven). Vid provfiske har bland annat abborre, gers, gädda och löja fångats i sjön.

## Delavrinningsområde
Flan ingår i det delavrinningsområde (665310-131078) som SMHI kallar för Inloppet i Borgsjön. Medelhöjden är 175 meter över havet och ytan är 9,28 kvadratkilometer. Räknas de 15 avrinningsområdena uppströms in blir den ackumulerade arean 492,75 kvadratkilometer. Vaggeälven (Kivilampälven) som avvattnar avrinningsområdet har biflödesordning 3, vilket innebär att vattnet flödar genom totalt 3 vattendrag innan det når havet efter 311 kilometer. Avrinningsområdet består mestadels av skog (68 procent), öppen mark (10 procent) och sankmarker (11 procent). Avrinningsområdet har 0,25 kvadratkilometer vattenytor vilket ger det en sjöprocent på 2,6 procent.

## Fisk
Vid provfiske har följande fisk fångats i sjön:
- Abborre
- Gärs
- Gädda
- Löja
- Mört